# Nohup
El comando nohup es una utilidad POSIX que indica a un proceso ignorar la señal de tipo SIGHUP.  Esta señal se presenta al desconectar una terminal lo que mata a los procesos que dependen de dicha sesión.

## Uso
Se emplea nohup anteponiéndolo al comando a procesar y normalmente agregando al final el & para mandar el comando a segundo plano. La salida por omisión se almacena en el archivo nohup.out.

$ nohup comando &

Después de esto, la sesión puede ser desconectada y el comando seguirá su ejecución. 